# フレッシュプラザ ユニオン

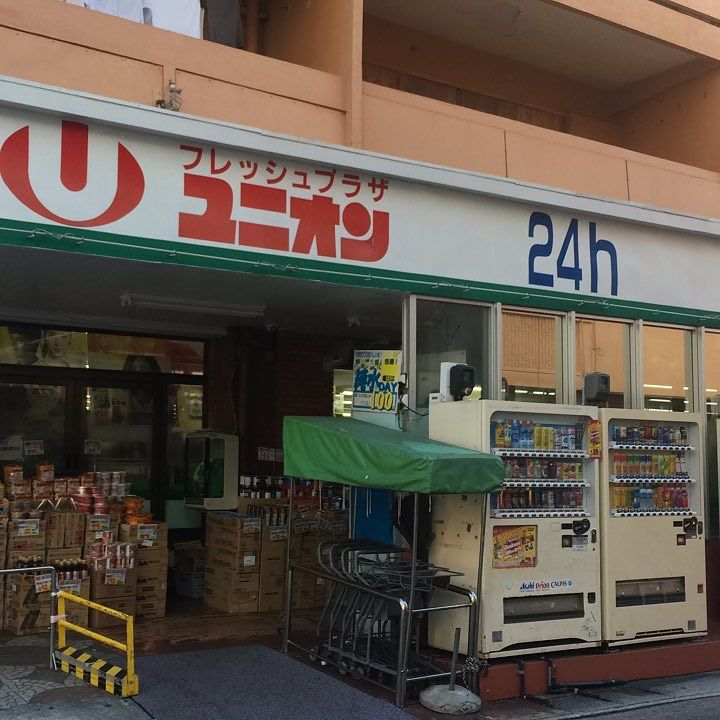
建て替え前の前島店（2017年 那覇市）

フレッシュプラザ ユニオンは、沖縄県内において株式会社野嵩商会（のだけしょうかい）が展開するスーパーマーケット。スカラブランドを除く多くの店舗で、年中無休及び24時間営業をしている。

## 概要
「今あいています、ユニオンですから！」をキャッチフレーズに、県内初の年中無休・24時間営業の食品スーパーを展開している。24時間営業でないのは、9:00-21:00間の営業となっているスカラおろく店のみ。フレーズの通り、台風や大雨の際も極限まで営業を続けており、台風の際に「ユニオンが閉店した」という事実が台風の強さを物語るものとしてSNSなどで話題となることがある。実際に2020年の台風9号では、全店舗を一時閉店することを発表し話題となった。
企業理念は「いい人・いい町・いい暮らし」。開業以来、長らく店頭での決済方法の取扱いを現金のみに限定していたが、2019年に独自の電子マネー「ユニカード」を開始した。クレジットカード、電子マネー、QRコード決済など、その他の決済方法は現在も利用できない。
公式キャラクターは「UNIPON（ユニポン）」。ロゴマークと店舗の三角屋根をモチーフにしている。

## 沿革
- 1949年（昭和24年）4月 - 野嵩売店開業。
- 1983年（昭和58年）5月 - 「有限会社野嵩商会」を設立。
- 1984年（昭和59年）4月5日 - 宜野湾市に「フレッシュプラザ ユニオン」1号店となる普天間店を開業[3]。
- 1990年（平成2年）10月30日 - 宜野湾市志真志の長田店で24時間営業を開始。
- 2002年（平成14年）2月 - 「株式会社野嵩商会」に組織変更。
- 2004年（平成17年）4年 - 宜野湾市嘉数に青果物流センターを開設。
- 2007年（平成19年）7月 - 浦添市西洲に物流センターを開設。
- 2013年（平成25年）7月 - 青果物流センターを豊見城市与根に移転。
- 2014年（平成26年）8月 - 物流センターを沖縄市古謝に移転。
- 2019年（令和元年）9月16日 - 電子マネー付きポイントカード「ユニカード」開始。
- 2022年（令和4年）
  - 2月 - 新キャラクターの名称を約千通の応募から選定し「ユニポン」に決定。[4]。
  - 3月 - 青果物流センターを糸満市西崎に移転。
- 2024年（令和6年）
  - 3月5日 - 首都圏を中心に食品スーパー「ロピア」などを運営しているOICグループとの間でフランチャイズ契約を締結[5]。
  - 3月25日 - 沖縄県内におけるロピア1号店となる沖縄国際通り店を那覇市の商業施設「カーゴス」内に出店[5]。
- 2025年（令和7年）
  - 1月23日 - 12時間営業業態方式を取り入れた「ユニオンスカラ」の1号店となるおろく店を那覇市の「エスタジオ小禄」内に出店[6]。
  - 5月31日 - OICグループとのフランチャイズ契約終了に伴い、ロピア沖縄国際通り店を同日付で閉店[7]。

## 店舗一覧
那覇市
- 真嘉比店
- 前島店（元前島スーパー、近隣にある株式会社まえむらが所有していた。）
- 赤嶺店
- 古島店（元りうぼう古島マルシェ）
- スカラおろく店（元小禄宮城りうぼう）
- スカラ国際通り店 (元ロピア国際通り店)

沖縄市
- あわせ店
- 松本店
- 宮里店

うるま市
- あげな店
- 赤道店

浦添市
- 仲間店（障害者就労支援事業所「ハートフルユニオン」を併設）
- 経塚店

宜野湾市
- 普天間店（映画館「普天間スカラ座」跡地に立地[3]）
- 新城店
- 伊佐店
- 上原店
- 宇地泊店

豊見城市
- 豊見城店（豊見城団地内に立地）

南風原町
- 津嘉山店

北谷町
- 北谷店

中城村
- 中城店

## CMソング
- 現在広報活動で行っているCMソングは、「UNIONですから」（ミヤギマモル&津波信一）。この曲は、当初は広報活動のみの使用だったが、2006年5月11日に、CDシングルとしてリリース、さらに同年夏にはセガカラにも登録され、カラオケでもこの曲が歌えるようになる。